# Inari (mitologia)
Inari (稲荷?), o anche Oinari, è la kami (divinità giapponese) della fertilità, del riso, dell'agricoltura, delle volpi, dell'industria e del successo terreno. Inari è rappresentato come maschio, femmina o androgino e alle volte considerato come costituito da un collettivo di tre o cinque kami individuali, ed è una figura popolare sia nelle credenze shintoiste, che in quelle buddiste giapponesi. Le volpi di Inari o kitsune sono di un bianco candido e agiscono come sue messaggere.

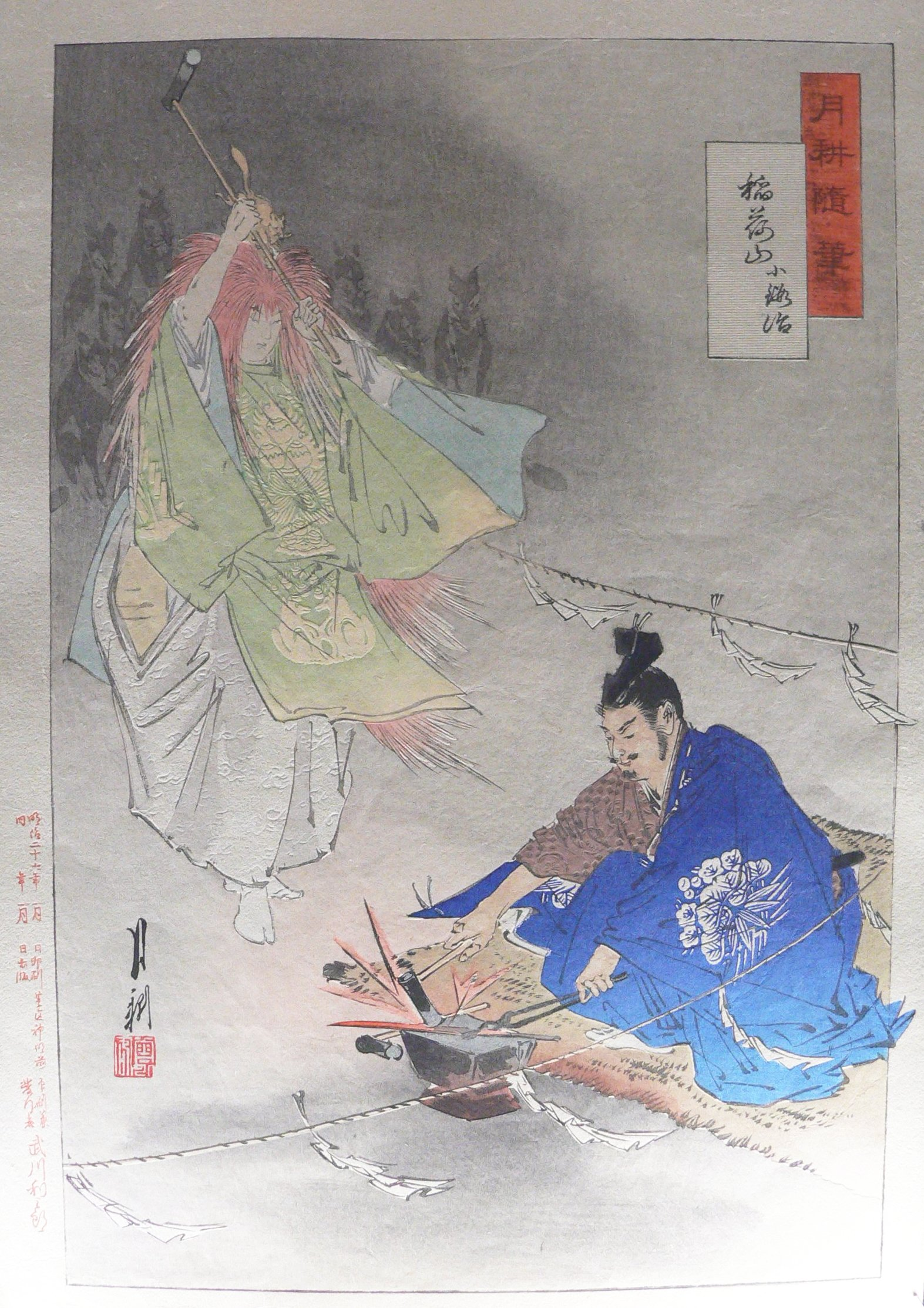
Inari e i suoi spiriti volpe aiutano il fabbro spadaio Munechika a forgiare la lama che sarà chiamata ko-kitsune-maru (Piccola Volpe) alla fine del X secolo. Questa leggenda è il soggetto del dramma del teatro Nō Sanjo Kokaji.

Nato dal Raijin shinkō, il culto si trasformò a favore del kami del grano, quindi in aihō e altre forme di credenze. Tra i vari culti, in particolare lo yashikigami si diffuse nella zona orientale del Giappone. Nel primo periodo Edo, inoltre, il culto di Kumano si fonderà con quello di Inari che continuerà a diffondersi in nuove regioni, diventando il kami della prosperità nelle regioni commerciali e quello della pesca nei villaggi marittimi.

## Rappresentazione

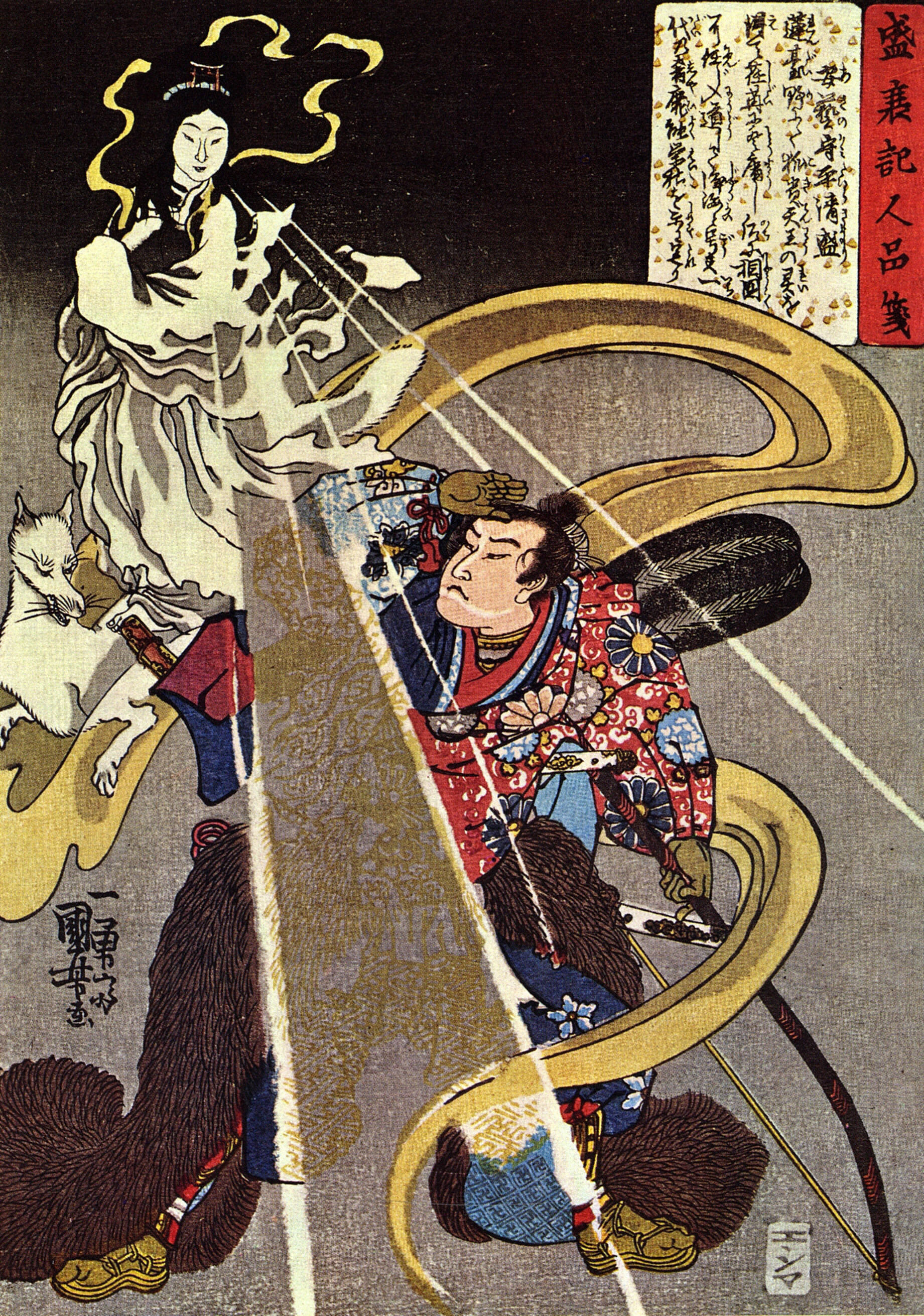
Inari appare a un guerriero. Questa rappresentazione di Inari mostra l'influenza del concetto di Dakiniten dal buddismo.

Inari è stato ritratto sia in forma maschile che femminile. Secondo la studiosa Karen Ann Smyers, le rappresentazioni più popolari sono quella di un uomo anziano che porta del riso, di una giovane dea del cibo e di un bodhisattva androgino. Non esiste un punto di vista teologico ortodosso, il genere sessuale delle sue rappresentazioni varia secondo le credenze personali. A causa della sua stretta associazione con le kitsune, Inari viene a volte ritratto come volpe, comunque sebbene questa credenza sia diffusa sia i sacerdoti shintoisti, che quelli buddisti, la scoraggiano. Inari può apparire anche in forma di serpente o drago e in un racconto della tradizione popolare appare a un uomo malvagio nella forma di un ragno mostruoso, per insegnargli una lezione.
Inari viene a volte identificato con altre figure mitologiche. Alcuni studiosi suggeriscono che Inari sia la figura conosciuta nella mitologia giapponese come Uganomitama o l'Ōgetsu-Hime del Kojiki. Altri suggeriscono che Inari coincida con Toyouke. Alcuni ritengono Inari identico a ogni kami del grano.
L'aspetto femminile di Inari viene spesso identificato con Dakiniten, una divinità buddista, che deriva dalla trasformazione della divinità indiana ḍākinī o con Benzaiten delle Sette Divinità della Fortuna. Dakiniten viene rappresentato come un boddhisatva maschile o androgino che cavalca una volpe bianca volante.
Inari viene spesso venerato come un collettivo di tre kami (Inari sanza); a volte nel periodo Kamakura questo numero veniva incrementato a cinque (Inari goza). Comunque l'identificazione di questi kami è variata nel tempo, secondo le registrazioni di Fushimi Inari, il più antico e forse principale santuario dedicato a Inari questi kami hanno incluso Izanagi, Izanami, Ninigi e Wakumusubi, in aggiunta alle divinità del cibo precedentemente menzionate. Presso la Fushimi Inari i cinque kami identificati oggigiorno sono Uganomitama, Sadahiko, Omiyanome, Tanaka e Shi. Comunque alla Takekoma Inari, il secondo più antico santuario di Inari, i tre kami sono Uganomitama, Ukemochi e Wakumusubi.
I principali simboli di Inari sono la volpe e il gioiello che esaudisce i desideri. Altri elementi associati a lui, e a volte alle sue kitsune, includono la falce, un fascio di steli o sacco di riso e una spada.

## Storia
L'origine dell'adorazione di Inari è poco chiara. La prima registrazioni dei kanji usati oggigiorno per indicare il suo nome (e che significano "portare riso") compaiono nel Ruijū Kokushi nell'827. Altre serie di caratteri con la stessa lettura fonetica, la maggior parte delle quali contengono un riferimento al riso, erano in uso precedentemente e molti studiosi concordano che il nome "Inari" derivi da ine-nari ("coltivare riso"). L'adorazione di Inari è nota dal 711, data di fondazione del santuario della montagna Inari a Fushimi. Studiosi come Kazuo Higo ritengono che fosse stato adorato per secoli prima di questa data e suggeriscono che il clan Hata iniziò l'adorazione formale di Inari come kami dell'agricoltura alla fine del V secolo. Il nome Inari non compare nella mitologia giapponese classica.
Per il periodo Heian, l'adorazione di Inari iniziò a diffondersi. Nell'823 dopo che l'imperatore Saga offrì il tempio Tō-ji a Kūkai, fondatore della setta buddista Shingon, quest'ultimo scelse Inari come kami protettore residente. Nell'827 la corte concesse a Inari il quinto rango inferiore, che accrebbe ulteriormente la popolarità della divinità nella capitale. Il rango di Inari venne successivamente elevato e nel 942 l'imperatore Suzaku conferì a Inari il grado massimo in ringraziamento per aver soffocato le ribellioni. A quest'epoca il tempio di Fushimi Inari era tra i ventidue templi scelti dalla corte per ricevere l'alto onore del patronato imperiale. Il secondo tempio di Inari, Takekoma Inari, venne stabilito alla fine del IX secolo.
La popolarità di Inari continuò a crescere. Il tempio di Fushimi, sede di pellegrinaggio, ottenne grande fama quando divenne un sito di pellegrinaggio imperiale nel 1072. Per il 1338 si dice che il festival del santuario rivaleggiasse con quello del Gion Matsuri in splendore.
Nel 1468, durante la guerra Ōnin, l'intero tempio Fushimi venne bruciato. La ricostruzione richiese trent'anni ed il nuovo edificio venne consacrato nel 1499. Mentre il vecchio complesso era sede di tre kami in edifici separati, nel nuovo risiedevano cinque kami in un singolo edificio. Il nuovo tempio includeva, anche, per la prima volta, un tempio buddista ed il clero ereditario venne espanso per includere.

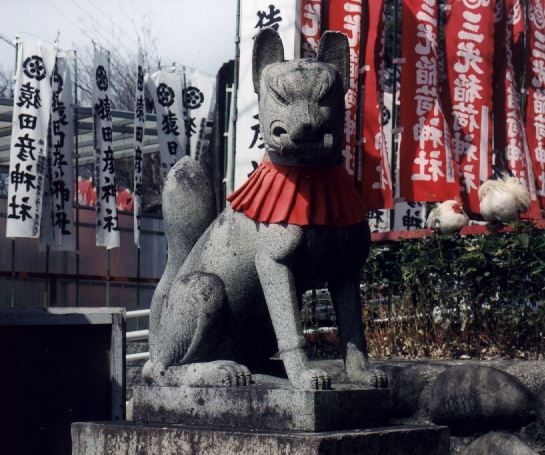
Statue di kitsune adornate con bavagli votivi rossi in un tempio nel castello di Inuyama (Montagna del cane). Molti castelli in Giappone contengono templi dedicati a Inari.

Nel periodo Edo, l'adorazione di Inari si diffuse in tutto il Giappone, diventato specialmente di rilievo a Edo.
Smyers attribuisce questa diffusione al movimento dei daimyō ("signori feudali"). Per il XVI secolo Inari era diventato il patrono dei kaji (maestri forgiatori di lame) e il protettore dei guerrieri, per questo motivo molti castelli in Giappone contengono templi a lui dedicati. I daimyo portavano con sé le loro credenze quando si spostavano in un nuovo dominio. Il ruolo divino di Inari continuò a espandersi, sulla costa divenne il protettore dei pescatori, a Edo venne evocato per prevenire gli incendi. Dato che i suoi santuari si trovavano spesso vicino ai quartieri dei piaceri divenne il patrono di attori e prostitute. Iniziò a essere venerato come "Inari che soddisfa i desideri", una divinità della fortuna e prosperità, un detto comune a Osaka era Byō Kōbō, yoku Inari (Per la malattia [prega] Kōbō, per i desideri [prega] Inari). Ironicamente iniziò a essere venerato anche per avere una buona salute, gli vengono accreditate la cura di malattie come la tosse, mal di denti, ossa rotte e sifilide. Le donne pregarono Inari perché concedesse loro dei figli.
Nel 1868 un decreto governativo obbligò a separare le fedi buddiste e shintoiste e molti templi di Inari dovettero subire modifiche. Per esempio al tempio di Inara le strutture evidentemente buddiste furono abbattute. Comunque, nella popolazione la forma mista di adorazione continuò Alcuni templi buddisti continuarono ad adorare Inari sostenendo di essere stati sempre devoti a una divinità buddista (spesso Dakiniten), che è stata percepita dalla gente comune come se fosse Inari.
Nel periodo Tokugawa, quando il denaro rimpiazzò il riso come misura della ricchezza in Giappone. Il ruolo di Inari come kami della prosperità terrena venne espanso per includere tutti gli aspetti della finanza, affari e industria. All'inizio del XVIII secolo i seguaci di Inari a Ginza coniavano monete, come offerta a Inari, su cui erano rappresentate due volpi ed i caratteri per "lunga vita" e "buona fortuna".

## Santuari e offerte

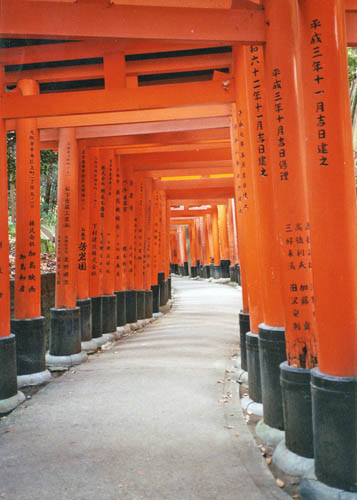
Torii rossi lungo un sentiero che porta al tempio di Inari a Fushimi.

Inari è una divinità popolare con templi e santuari diffusi in praticamente tutto il Giappone. Secondo un'inchiesta del 1985 condotta dall'Associazione Nazionale dei Santuari Shintoisti, 32.000 santuari, più di un terzo dei santuari shinto in Giappone - sono dedicati a Inari.. Questa cifra include solo i santuari Shinto con preti residenti a tempo pieno, se si considerano i piccoli templi a fianco delle strade o nei campi, quelli in case private o uffici corporativi, quelli piccoli senza preti residenti e i templi buddisti, il numero aumenterebbe perlomeno di un ordine di magnitudine..

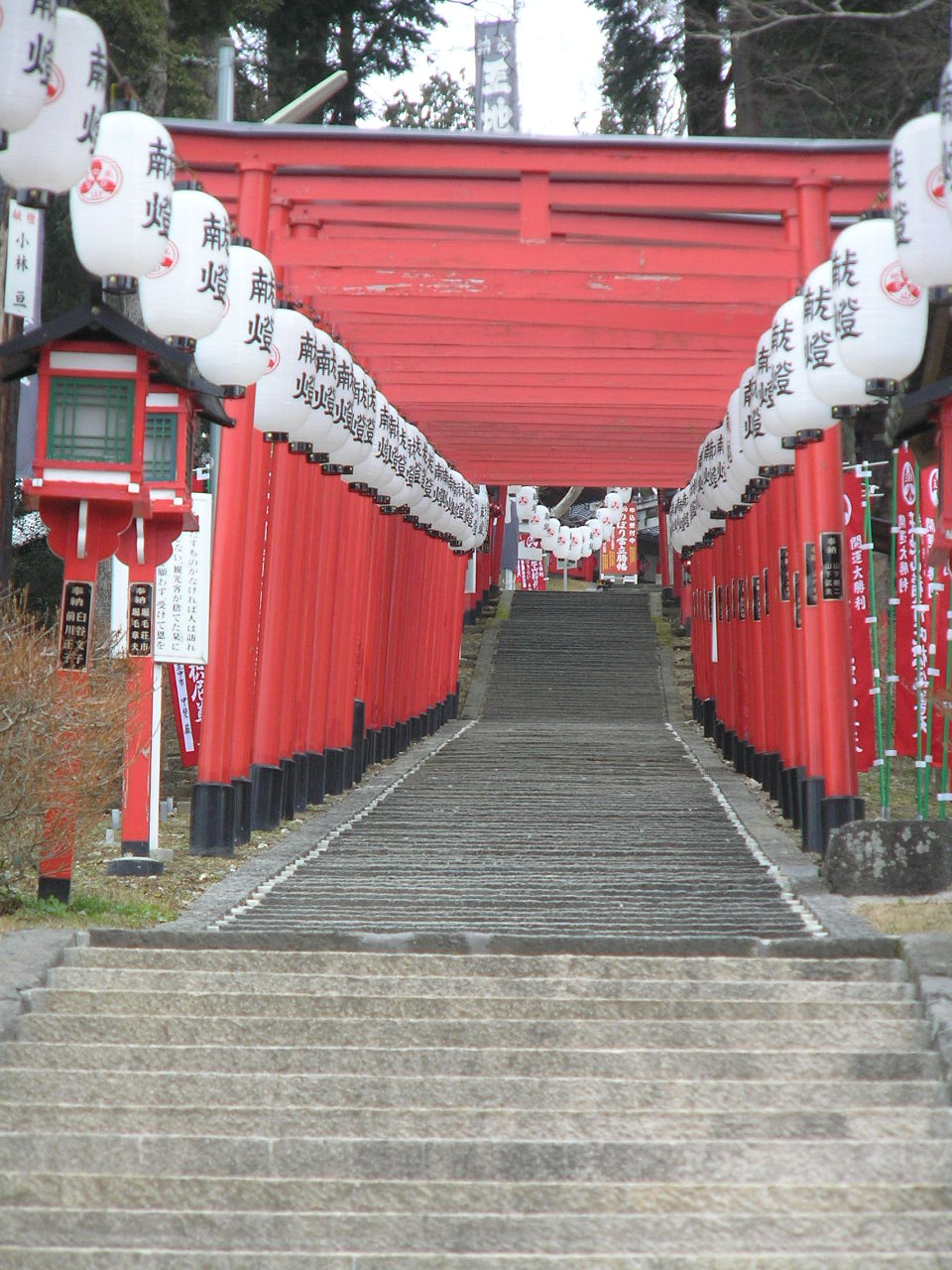
ojiyama-inari

L'ingresso a un santuario di Inari è di solito marcato da uno o più torii vermigli e da alcune statue di kitsune, spesso adornate, per rispetto dai fedeli, con rossi yodarekake ("bavagli votivi"). Il colore rosso è associato a Inari a causa della prevalenza del suo uso nei templi e Torii a lui dedicati. Il santuario principale è quello di Fushimi Inari a Fushimi, Kyoto, dove i sentieri che portano al tempio sono tutti marcati in questa maniera. Le statue di kitsune sono a volte prese per una forma di Inari e tipicamente vengono piazzate in coppie, che rappresentano un maschio e una femmina. Queste statue portano un oggetto simbolico in bocca o in una delle zampe anteriori, spesso un gioiello e una chiave, ma sono comuni anche un fascio di piante di riso, una pergamena o un cucciolo di volpe. Praticamente tutti i santuari di Inari, non importa quanto piccoli, contengono almeno un paio di queste statue, di solito a fianco dell'altare o di fronte al santuario principale. Raramente le statue sono realistiche, tipicamente sono stilizzate e ritraggono un animale in forma seduta con la coda alzata e la punta voltata verso il davanti. Nonostante queste caratteristiche comuni, queste statue sono molto individualistiche e non ce ne sono due identiche.
Per compiacere e placare le kitsune messaggere vengono loro offerte nei templi, riso, sakè e altri cibi, aspettandosi che a loro volta queste intercedano con Inari a favore del fedele. Un'offerta popolare è l'Inari-zushi, un tipo di sushi impacchettato con tofu fritto. Si ritiene che il tofu fritto sia uno dei cibi preferiti delle volpi e un rotolo di Inari-zushi ha angoli appuntiti che sembrano orecchie di volpi, rinforzando perciò l'associazione. Normalmente i preti non offrono cibo alla divinità, ma comunemente i negozi allineati lungo la strada che portano a un santuario di Inari vendono tofu fritto da offrire alla divinità. Vengono spesso offerte statue di volpi e nelle ricorrenze una volpe imbalsamata viene offerta al tempio. Precedentemente alcuni santuari erano la casa di volpi vive che venivano venerate, ma non è più una pratica attuale.

## Festival
Il tradizionale giorno festivo di Inari era il primo giorno del cavallo (il sesto giorno) del secondo mese (nigatsu no hatsuuma) del calendario lunisolare.
In alcuni luoghi del Kyūshū, il periodo di festa inizia cinque giorni prima della luna piena di novembre; occasionalmente viene esteso a una settimana completa. Questo viene accompagnato dal portare offerte di prodotti di riso a un tempio di Inari ogni giorno e dal ricevere o-mamori (amuleti protettivi). Il festival è particolarmente popolare nelle campagne nelle vicinanze di Nagasaki.